# 26 Batalion Straży Granicznej
26 Batalion Straży Granicznej – jednostka organizacyjna Straży Granicznej w II Rzeczypospolitej.

## Formowanie i zmiany organizacyjne
Wykonując postanowienia uchwały Rady Ministrów z 23 maja 1922 roku, Minister Spraw Wewnętrznych rozkazem z 9 listopada 1922 roku zmienił nazwę „Bataliony Celne” na „Straż Graniczną”. Wprowadził jednocześnie w formacji nową organizację wewnętrzną. 26 batalion celny przemianowany został na 26 batalion Straży Granicznej.
26 batalion Straży Granicznej funkcjonował w strukturze Komendy Powiatowej Straży Granicznej w Korcu, a jego dowództwo stacjonowało w Milatynie. W skład batalionu wchodziły cztery kompanie strzeleckie oraz jedna kompania karabinów maszynowych w liczbie 3 plutonów po 2 karabiny maszynowe na pluton. Dowódca batalionu posiadał uprawnienia dyscyplinarne dowódcy pułku. Cały skład osobowy batalionu obejmował etatowo 614 żołnierzy, w tym 14 oficerów. Z uwagi na eksterytorialne stacjonowanie, batalion odkomenderował oficera łącznikowego do starosty równieńskiego.
W 1923 roku batalion przekazał swój odcinek oddziałom Policji Państwowej i został rozwiązany.

## Służba graniczna
Jeszcze w październiku 1922 26 batalion SG ochraniał odcinek granicy od Czernicy [wł.] do Paszuk [wł.].
Zgodnie z wnioskiem Wojewody Wołyńskiego, główny komendant SG płk Rożan nakazał dowódcy 26 batalionu SG obsadzić odcinek granicy państwowej od m. Paszuki [wył.] do m. Ostróg [wył.]. Komendę batalionu rozmieścić w Milatynie. Granicę obsadzić kompaniami w Majkowie, Moszczenicy i Wielbownie. Pozostałe kompanie zgrupowac w Milatynie celem przeszkolenia. 
Sąsiednie bataliony
- 8 batalion Straży Granicznej ⇔ 35 batalion Straży Granicznej − X 1922[9]

## Kadra batalionu
Komendanci batalionu
| stopień | imię i nazwisko     | okres pełnienia służby  | kolejne stanowisko |
| ------- | ------------------- | ----------------------- | ------------------ |
| kapitan | Kazimierz Zdanowicz | IX 1922 – był w VI 1923 |                    |
| kapitan | Ferdynand Kruger    | był w VI 1923           |                    |

## Struktura organizacyjna
| Ordre de Bataille 26 batalionu Straży Granicznej w Milatynie w listopadzie 1922 | Ordre de Bataille 26 batalionu Straży Granicznej w Milatynie w listopadzie 1922 | Ordre de Bataille 26 batalionu Straży Granicznej w Milatynie w listopadzie 1922 | Ordre de Bataille 26 batalionu Straży Granicznej w Milatynie w listopadzie 1922 | Ordre de Bataille 26 batalionu Straży Granicznej w Milatynie w listopadzie 1922 |
| ------------------------------------------------------------------------------- | ------------------------------------------------------------------------------- | ------------------------------------------------------------------------------- | ------------------------------------------------------------------------------- | ------------------------------------------------------------------------------- |
| kompania                                                                        | 1. Majków                                                                       | 2. Moszczenica                                                                  | 3. Wielbowno                                                                    | 4. Milatyn                                                                      |